# Lista de cardeais eleitores por continente
Lista de Cardeais Eleitores por continente é uma lista de Cardeais que têm menos de oitenta anos, sendo portanto eleitores num eventual Conclave, organizada por continente.

## Cardeais eleitores por continente
| Geografia        | Cardeais | Percentual |
| ---------------- | -------- | ---------- |
| África           | 017      | 13,18 %    |
| América do Norte | 019      | 14,73 %    |
| América do Sul   | 017      | 13,18 %    |
| Ásia             | 022      | 17,05 %    |
| Europa           | 051      | 39,53 %    |
| Oceania          | 03       | 2,33 %     |
| Total            | 129      | 100 %      |

### Europa
1. Vinko Puljic (8 de setembro de 1945), Arcebispo emérito de Vrhbosna JPII
2. Antonio Cañizares Llovera (15 de outubro de 1945), Arcebispo emérito de Valência BXVI
3. Vincent Gerald Nichols (8 de novembro de 1945) Arcebispo de Westminster FRA
4. Mario Zenari (5 de janeiro de 1946) núncio apostólico na Síria FRA
5. Christophe Louis Yves Georges Pierre (30 de janeiro de 1946), Núncio apostólico nos Estados Unidos FRA
6. Fernando Filoni (15 de abril de 1946) Grão-mestre da Ordem Equestre do Santo Sepulcro de Jerusalém BXVI
7. Juan José Omella Omella (21 de abril de 1946), Arcebispo de Barcelona FRA'
8. Francesco Montenegro (22 de maio de 1946) Arcebispo emérito de Agrigento FRA
9. Emil Paul Tscherrig (3 de fevereiro de 1947), Núncio apostólico emérito na Itália FRA
10. Giuseppe Betori (25 de fevereiro de 1947), Arcebispo emérito de Florença (Itália) BXVI
11. António Augusto dos Santos Marto (5 de maio de 1947) Bispo emérito de Leiria-Fátima FRA
12. Jozef De Kesel (17 de junho de 1947), Arcebispo emérito de Bruxelas FRA
13. Marcello Semeraro (22 de dezembro de 1947), Prefeito da Congregação para a Causa dos Santos FRA
14. Gerhard Ludwig Müller (31 de dezembro de 1947) Prefeito Emérito da Congregação para Doutrina da Fé FRA
15. Manuel Clemente (16 de julho de 1948), Patriarca emérito de Lisboa FRA
16. Giuseppe Petrocchi (19 de agosto de 1948) Arcebispo emérito de L'Aquila FRA
17. Josip Bozanić (20 de março de 1949), Arcebispo emérito de Zagreb JPII
18. Anders Arborelius, O.C.D. (24 de setembro de 1949), Bispo de Estocolmo FRA
19. Kazimierz Nycz (1 de fevereiro de 1950), Arcebispo emérito de Varsóvia BXVI
20. Arthur Roche (6 de março de 1950) Prefeito da Congregação para o Culto Divino e Disciplina dos Sacramentos FRA
21. Kurt Koch (15 de março de 1950), Presidente do Conselho Pontifício para a Promoção da Unidade dos Cristãos BXVI
22. Oscar Cantoni (1 de setembro de 1950) Bispo de Como FRA
23. Philippe Xavier Ignace Barbarin (17 de outubro de 1950), Arcebispo emérito de Lyon JPII
24. Dominique François Joseph Mamberti (7 de março de 1952) Prefeito do Supremo Tribunal da Assinatura Apostólica FRA
25. Péter Erdő (25 de junho de 1952), Arcebispo de Budapeste JPII
26. Willem Jacobus Eijk (22 de junho de 1953), Arcebispo de Utrecht BXVI
27. Reinhard Marx (21 de setembro de 1953), Arcebispo de Munique e Freising BXVI
28. Angelo De Donatis (4 de janeiro de 1954) Vigário-Geral de Sua Santidade para a Diocese de Roma FRA
29. Pietro Parolin (17 de janeiro de 1955) Secretário de Estado FRA
30. Claudio Gugerotti  (7 de outubro de 1955), Prefeito do Dicastério para as Igrejas Orientais FRA
31. Matteo Maria Zuppi (11 de outubro de 1955), Arcebispo de Bolonha FRA
32. Rainer Maria Woelki (18 de agosto de 1956), Arcebispo de Colônia BXVI
33. László Német, S.V.D.}} (7 de setembro de 1956) Arcebispo de Belgrado FRA
34. Mario Grech (20 de fevereiro de 1957), Secretário do Sínodo dos Bispos FRA
35. Jean-Claude Höllerich, S.J. (9 de agosto de 1958), Arcebispo de Luxemburgo FRA
36. Jean-Marc Noël Aveline (26 de dezembro de 1958) Arcebispo de Marselha FRA
37. Ángel Fernández Artime S.D.B. (21 de agosto de 1960), Pró-Prefeito do Dicastério para os Institutos de Vida Consagrada e Sociedades de Vida Apostólica FRA
38. Domenico Battaglia (20 de janeiro de 1963), Arcebispo de Nápoles FRA
39. Konrad Krajewski (25 de novembro de 1963) Esmoleiro Apostólico FRA
40. Grzegorz Wojciech Ryś (9 de fevereiro de 1964), Arcebispo de Łódź FRA
41. Augusto Paolo Lojudice (1 de julho de 1964) Arcebispo de Siena-Colle di Val d'Elsa-Montalcino FRA
42. Fabio Baggio, C.S. (15 de janeiro de 1965) Secretário adjunto de Dicastério para o Serviço do Desenvolvimento Humano Integral FRA
43. Mauro Maria Gambetti, O.F.M.Conv. (27 de outubro de 1965) Vigário-geral de Sua Santidade para o Vaticano, Presidente da Fábrica de São Pedro e Arcipreste da Basílica de São Pedro no Vaticano FRA
44. José Cobo Cano (20 de setembro de 1965), Arcebispo de Madrid FRA
45. José Tolentino Mendonça (15 de dezembro de 1965), Prefeito do Dicastério para a Cultura e a Educação FRA
46. Roberto Repole (29 de janeiro de 1967) Arcebispo de Turim FRA
47. François-Xavier Bustillo, O.F.M.Conv. (23 de novembro de 1968), Bispo de Ajaccio FRA
48. Baldassare Reina (26 de novembro de 1970 Vigário-Geral da Diocese de Roma FRA
49. Rolandas Makrickas (31 de janeiro de 1972) Arcipreste da Basílica de Santa Maria Maior FRA
50. Américo Manuel Alves Aguiar (12 de dezembro de 1973), Bispo de Setúbal FRA
51. Mykola Bychok, C.Ss.R. (13 de fevereiro de 1980) Eparca dos Santos Pedro e Paulo em Melbourne FRA

### África
1. Jean-Pierre Kutwa (22 de dezembro de 1945) Arcebispo emérito de Abidjan FRA
2. Philippe Nakellentuba Ouédraogo (31 de dezembro de 1945) Arcebispo emérito de Ouagadougou FRA
3. John Njue (1 de janeiro de 1946), Arcebispo emérito de Nairobi BXVI
4. Berhaneyesus Souraphiel, C.M. (14 de julho de 1948) Arcebispo de Adis Abeba FRA
5. Peter Kodwo Appiah Turkson (11 de outubro de 1948), Prefeito-emérito do Dicastério do Serviço do Desenvolvimento Humano Integral JPII
6. Arlindo Gomes Furtado (15 de novembro de 1949) Bispo de Santiago de Cabo Verde FRA
7. Cristóbal López Romero (19 de maio de 1952), Arcebispo de Rabat FRA
8. Désiré Tsarahazana (13 de junho de 1954) Arcebispo de Toamasina FRA
9. Stephen Brislin (24 de setembro de 1956), Arcebispo de Joanesburgo FRA
10. Antoine Kambanda (10 de novembro de 1958), Arcebispo de Kigali FRA
11. Fridolin Ambongo Besungu, O.F.M.Cap. (24 de janeiro de 1960), Arcebispo de Kinshasa FRA
12. Protase Rugambwa  (31 de maio de 1960), Arcebispo de Tabora FRA
13. Ignace Bessi Dogbo (17 de agosto de 1961) Arcebispo de Abidjan FRA
14. Jean-Paul Vesco, O.P. 10 de março de 1962) Arcebispo de Argel FRA
15. Peter Ebere Okpaleke (1 de março de 1963) Bispo de Ekwulobia FRA
16. Stephen Ameyu Martin Mulla  (10 de janeiro de 1964), Arcebispo de Juba FRA
17. Dieudonné Nzapalainga (14 de março de 1967) Arcebispo de Bangui FRA

### América do Norte
1. Michael Czerny, S.J. (18 de julho de 1946) Prefeito do Dicastério para o Serviço do Desenvolvimento Humano Integral FRA
2. Thomas Christopher Collins (16 de janeiro de 1947) Arcebispo emérito de Toronto BXVI
3. Alvaro Leonel Ramazzini Imeri (16 de julho de 1947), Bispo de Huehuetenamgo FRA
4. Kevin Joseph Farrell (2 de setembro de 1947), Prefeito do Dicastério para os Leigos, a Família e a Vida. FRA
5. Wilton Daniel Gregory (7 de dezembro de 1947) Arcebispo emérito de Washington FRA
6. Raymond Leo Burke (30 de junho de 1948), Prefeito emérito do Supremo Tribunal da Assinatura Apostólica e Patrono da Ordem Militar Soberana de Malta  BXVI
7. Juan de la Caridad García Rodríguez (11 de julho de 1948), Arcebispo de San Cristóbal de la Habana FRA
8. Francisco Robles Ortega (2 de março de 1949), Arcebispo de Guadalajara BXVI
9. Leopoldo José Brenes Solórzano (7 de março de 1949) Arcebispo de Manágua FRA
10. Blase Joseph Cupich (19 de março de 1949), Arcebispo de Chicago FRA
11. Daniel Nicholas DiNardo (23 de maio de 1949), Arcebispo emérito de Houston BXVI
12. James Michael Harvey (20 de outubro de 1949), Arcipreste da Basílica de São Paulo Fora dos Muros BXVI
13. Timothy Michael Dolan (6 de fevereiro de 1950) Arcebispo de Nova York (Estados Unidos) BXVI
14. Carlos Aguiar Retes (9 de fevereiro de 1950), Arcebispo da Cidade do México FRA
15. Joseph William Tobin, C.Ss.R. (3 de maio de 1952) Arcebispo de Newark FRA
16. Robert Walter McElroy (5 de fevereiro de 1954) Arcebispo de Washington FRA
17. Gérald Cyprien Lacroix (27 de julho de 1957) Arcebispo de Quebec FRA
18. Chibly Langlois (29 de novembro de 1958) Bispo de Les Cayes FRA
19. Frank Leo (30 de junho de 1971) Arcebispo de Toronto FRA

### Ásia
1. Albert Malcolm Ranjith Patabendige Don (15 de novembro de 1947) Arcebispo de Colombo BXVI
2. Louis Raphaël I Sako (4 de julho de 1948) Patriarca Caldeu da Babilônia FRA
3. Charles Maung Bo, S.D.B. (29 de outubro de 1948) Arcebispo de Yangon FRA
4. Thomas Aquino Manyo Maeda (3 de março de 1949) Arcebispo de Osaka-Takamatsu FRA
5. Francis Xavier Kovitvanit (27 de junho de 1949) Arcebispo de Bangkok FRA
6. Ignatius Suharyo Hardjoatmodjo (9 de julho de 1950), Arcebispo de Jacarta FRA
7. Sebastian Francis  (11 de novembro de 1951), Bispo de Penang FRA
8. Lazarus You Heung-sik (17 de novembro de 1951) Prefeito da Congregação para o Clero FRA
9. Jose Fuerte Advincula (30 de março de 1952) Arcebispo de Manila FRA
10. Filipe Neri do Rosário Ferrão (20 de janeiro de 1953) Arcebispo de Goa e Damão FRA
11. Luís Antônio Gokim Tagle (21 de junho de 1957) Prefeito da Congregação para a Evangelização dos Povos BXVI
12. William Goh Seng Chye (25 de junho de 1957) Arcebispo de Singapura FRA
13. Tarcisius Isao Kikuchi, S.V.D. 1 de novembro de 1958) Arcebispo de Tóquio FRA
14. Pablo Virgilio Siongco David 2 de março de 1959) Bispo de Kalokan FRA
15. Baselios Cleemis Thottunkal (15 de junho de 1959) Arcebispo Maior de Trivandum BXVI
16. Stephen Chow Sau-yan, S.J. (7 de agosto de 1959), Bispo de Hong Kong FRA
17. Anthony Poola (15 de novembro de 1961) Arcebispo de Hyderabad FRA
18. Dominique Joseph MathieuO.F.M.Conv.  (13 de junho de 1963) Arcebispo de Teerã-Isfahan FRA
19. Pierbattista Pizzaballa, O.F.M. (21 de abril de 1965), Patriarca Latino de Jerusalém FRA
20. Virgílio do Carmo da Silva, S.D.B (27 de novembro de 1967) Arcebispo de Díli FRA
21. George Jacob Koovakad (11 de agosto de 1973) Prefeito do Dicastério para o Diálogo Inter-Religioso FRA
22. Giorgio Marengo, I.M.C (7 de junho de 1974) Prefeito Apostólico de Ulaanbaatar FRA

### América do Sul
1. João Braz de Aviz (24 de abril de 1947), Prefeito emérito do Dicastério para os Institutos de Vida Consagrada e Sociedades de Vida Apostólica BXVI
2. Mario Aurelio Poli (29 de novembro de 1947) Arcebispo emérito de Buenos Aires FRA
3. Odilo Pedro Scherer (21 de setembro de 1949), Arcebispo de São Paulo BXVI
4. Carlos Gustavo Castillo Mattasoglio (28 de fevereiro de 1950) Arcebispo de Lima FRA
5. Orani João Tempesta O.Cist.  (23 de junho de 1950) Arcebispo do Rio de Janeiro FRA
6. Leonardo Ulrich Steiner, O.F.M (6 de novembro de 1950) Arcebispo de Manaus FRA
7. Adalberto Martínez Flores (8 de julho de 1951) Arcebispo de Assunção FRA
8. Vicente Bokalic Iglic, C.M. (11 de junho de 1952) Arcebispo de Santiago del Estero FRA
9. Luis Gerardo Cabrera Herrera (11 de outubro de 1955) Arcebispo de Guayaquil FRA
10. Fernando Natalio Chomalí Garib (10 de março de 1957) Arcebispo de Santiago do Chile FRA
11. Ángel Sixto Rossi, S.J. (11 de agosto de 1958), Arcebispo de Córdoba FRA
12. Daniel Sturla Berhouet, S.D.B. (4 de julho de 1959) Arcebispo de Montevideo FRA
13. Sérgio da Rocha (21 de outubro de 1959) Arcebispo de Salvador FRA
14. Jaime Spengler, O.F.M. (6 de setembro de 1960) Arcebispo de Porto Alegre FRA
15. Luis José Rueda Aparicio (3 de março de 1962), Arcebispo de Bogotá FRA
16. Víctor Manuel Fernández (18 de julho de 1962), Prefeito do Dicastério para a Doutrina da Fé FRA
17. Paulo Cezar Costa (20 de julho de 1967) Arcebispo de Brasília FRA

### Oceânia
1. John Atcherley Dew (5 de maio de 1948) Arcebispo emérito de Wellington FRA
2. John Ribat (9 de fevereiro de 1957), Arcebispo de Port Moresby FRA
3. Soane Paini Mafi (19 de dezembro de 1961) Bispo de Tonga FRA